# George Carpenter (1er baron Carpenter)
George Carpenter, 1er baron Carpenter de Killaghy (10 février 1657 - 10 février 1731) est un officier et homme politique de l'armée britannique qui siège à la Chambre des communes de 1715 à 1727. Il est commandant en chef en Écosse entre 1716 et 1725.

## Biographie

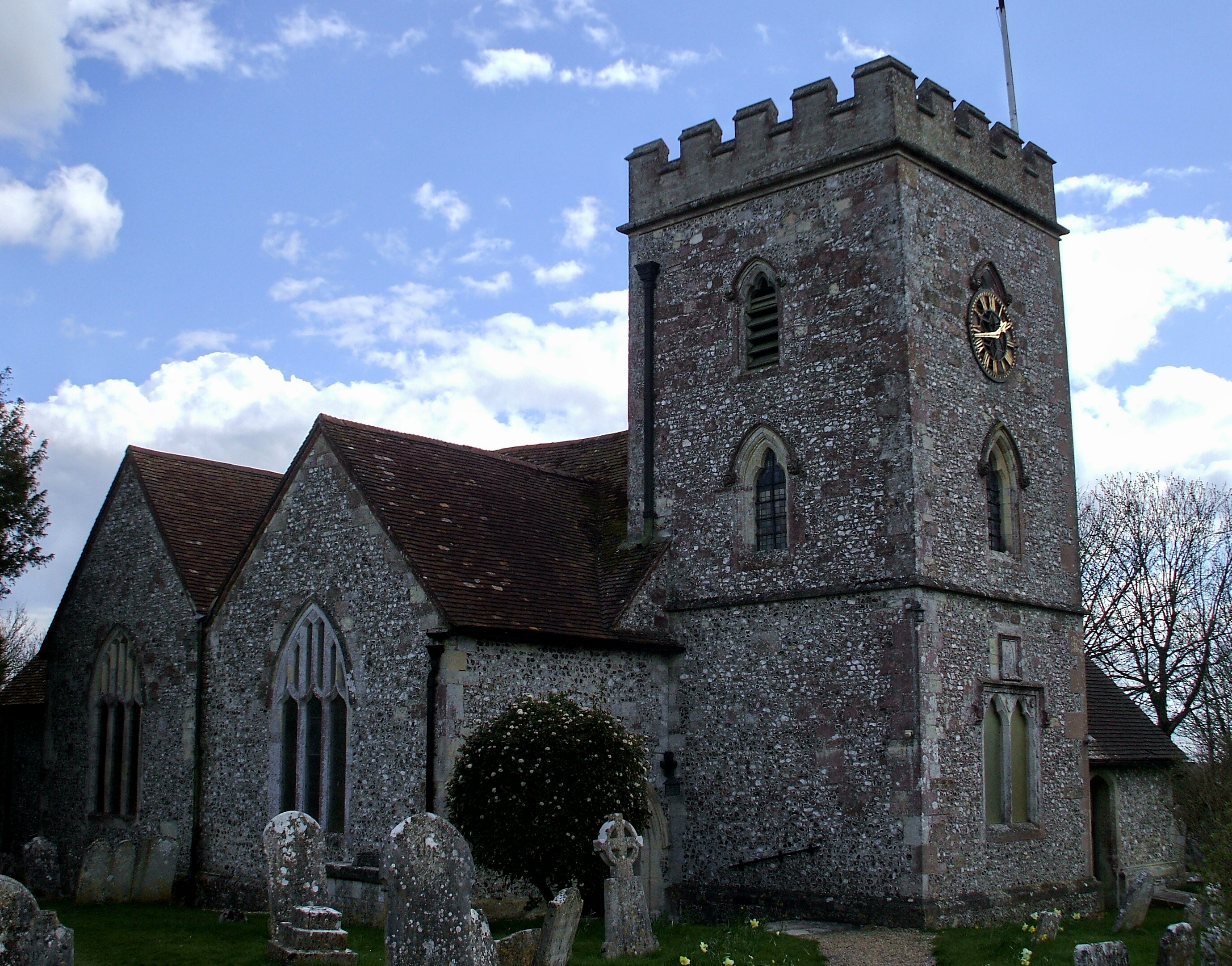
L'église d'Ocle Pychard

Carpenter est né le 10 février 1657 à Ocle Pychard, Herefordshire, le plus jeune de sept enfants de Warncombe et Eleanor Carpenter, dont la famille possédait une propriété dans le comté depuis plus de 400 ans, le domaine principal étant Homme près de Dilwyn. Pendant les guerres des Trois Royaumes et Warncombe a servi dans l'armée de Charles Ier.
En 1671, Carpenter est nommé page de Ralph Montagu, envoyé de Charles II auprès de Louis XIV. Il rentre chez lui l'année suivante et commence une carrière militaire qui a duré jusqu'en 1725.

## Carrière
La nomination de Carpenter dans la maison de Montagu montre que sa famille est bien connectée; les Montagus ont soutenu le Parlement dans les guerres civiles, mais ont été des acteurs clés de la Restauration anglaise en 1660. Le frère de Ralph, Edward, le comte de Sandwich est un proche du futur Jacques II avant sa mort à la bataille de Solebay en 1672. Le rôle de Ralph Montagu en tant qu'envoyé est extrêmement sensible, car le Traité de Douvres de 1670 engage Charles à soutenir la France dans la guerre anglo-néerlandaise profondément impopulaire en 1672-74. Malgré cela, Montagu s'oppose à James pendant la crise d'exclusion, soutient Guillaume III lors de la Glorieuse Révolution de 1688 et devient plus tard un Whig. Ces liens sont un élément important de la carrière de Carpenter.

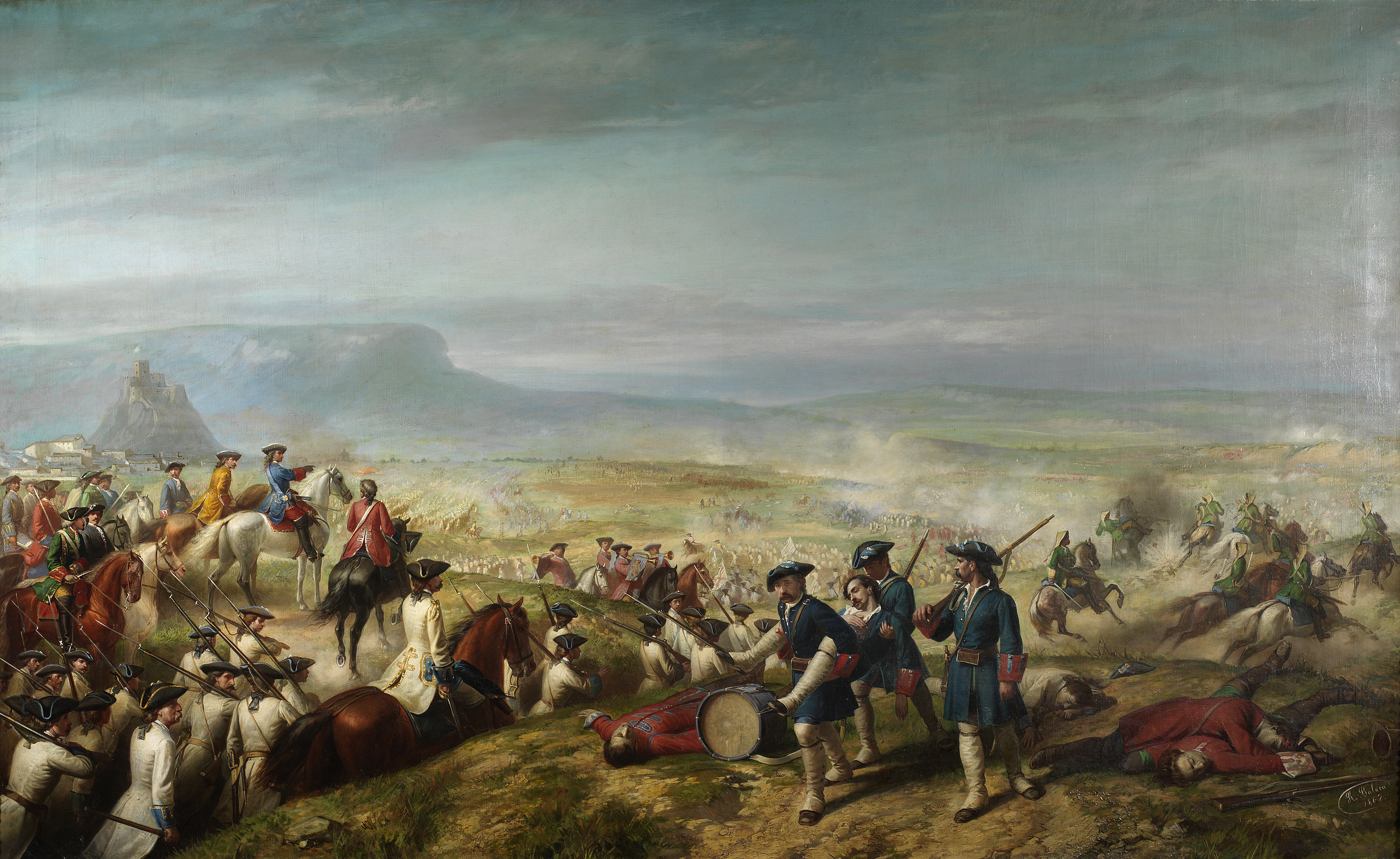
Almansa, avril 1707; Les charges de cavalerie de Carpenter ont atténué une défaite britannique

En 1685, Carpenter rejoint le «comte de Peterborough's Regiment of Horse», un nouveau régiment formé lorsque Jacques II agrandit son armée après la rébellion de Monmouth. Le comte de Peterborough est un catholique qui est resté fidèle à Jacques II en 1688 et est remplacé comme colonel par Edward Villiers. Pendant la Guerre de la Ligue d'Augsbourg, Carpenter sert en Irlande en tant que lieutenant-colonel de ce qui est alors le «régiment de Villiers», combattant aux batailles de La Boyne et d'Aughrim. Lorsque le traité de Limerick met fin à la guerre d'Irlande en octobre 1691, le régiment retourne en Angleterre.
En 1693, Carpenter épouse Alice Margetson, fille du pair irlandais William Caulfeild (1er vicomte Charlemont) et veuve de John Margetson mort lors du premier siège de Limerick en 1690. En janvier 1694, le brigadier-général Richard Leveson (1659-1699) devient colonel et, en tant que «régiment de cavalerie de Leveson», l'unité est basée en Flandre jusqu'au traité de Ryswick en 1697. Son fils George est né en 1697 à Gand. En 1703, il achète le poste de colonel du 3e régiment Kings Own, poste qu'il occupe jusqu'en 1732. Il a également acquis cette année-là les domaines de Baramount et Killaghy dans le comté de Kilkenny et est devenu député de Newtownards au Parlement irlandais.

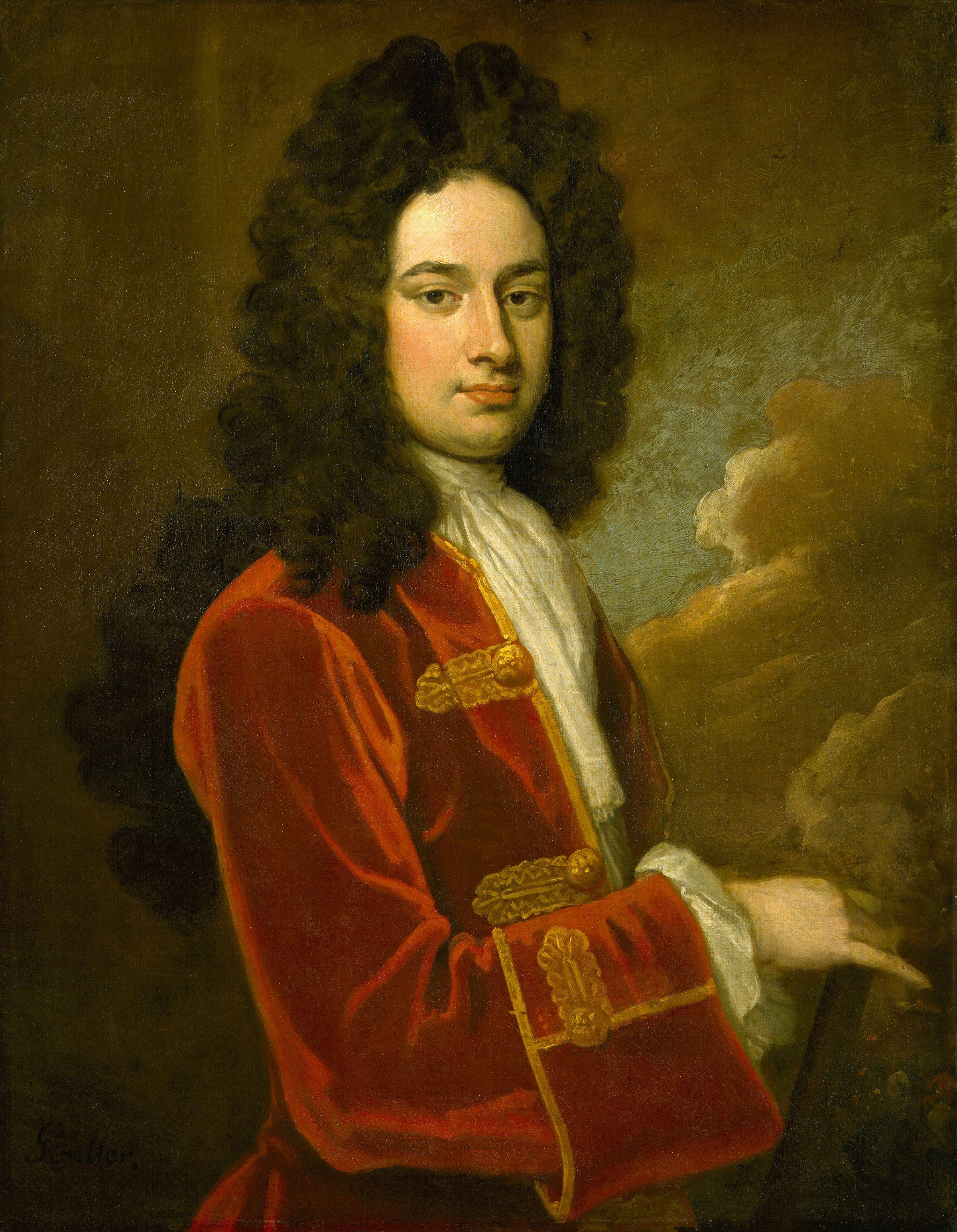
James Stanhope, ami de Carpenter et allié politique

Pendant la Guerre de Succession d'Espagne, Carpenter est nommé quartier-maître et général de cavalerie dans la force anglo-néerlandaise dirigée par Charles Mordaunt (3e comte de Peterborough) envoyé en Espagne en 1704 pour soutenir l'archiduc Charles, candidat autrichien au poste de roi d'Espagne. En 1706, James Stanhope est nommé ministre anglais en Espagne; à Almansa en 1707, les charges de cavalerie répétées de Carpenter ont atténué une défaite britannique en sauvant les canons et le train de bagages. Stanhope remplace Peterborough comme commandant militaire en 1708. Carpenter participe à la victoire d'Almenara en 1710, mais quelques mois plus tard, il est grièvement blessé et fait prisonnier avec de nombreux autres, dont Stanhope à Brihuega. Cela met fin à la guerre d'Espagne en faveur de Philippe V. Carpenter est ensuite libéré et promu lieutenant-général.
Stanhope est un éminent Whig et lorsque George Ier succède à la reine Anne en 1714, Carpenter est nommé envoyé auprès de l'empereur Charles VI. Avant de prendre cette position, le soulèvement jacobite de 1715 éclate et Carpenter est chargé des forces gouvernementales dans le nord de l'Angleterre. Il empêche les Jacobites de s'emparer de Newcastle, les forçant à la bataille de Preston où ils sont attaqués par les troupes du major-général Charles Wills. Les premiers assauts sont repoussés, mais les Jacobites sont cernés et se rendent. Wills et Carpenter ont servi ensemble en Espagne et se querellent à un moment donné; Carpenter a ensuite affirmé que Wills prenait tout le crédit pour Preston et l'a défié à un duel qui a été empêché par des amis communs,.
Carpenter est réélu en tant que député pour Whitchurch dans le Hampshire aux élections générales de 1715. Il est gouverneur de Minorque de 1716 à 1718 et commandant en chef en Grande-Bretagne du Nord de 1716 à 1724. Il est créé baron Carpenter de Killaghy dans la pairie d'Irlande en 1719. En décembre 1722, il est élu député de Westminster après que les résultats de Westminster de l'élection générale de 1722 furent déclarés nuls. Il ne se présente pas aux élections générales de 1727.
Carpenter est décédé le 10 février 1732 quelques mois après sa femme et est enterré dans l'église d'Owslebury dans le Hampshire.

## Famille
George et Alice (vers 1660 - 7 octobre 1731) ont deux enfants;
- George Carpenter, plus tard 2e baron charpentier (20 avril 1697 - 12 juillet 1749); comme son père, il a une longue carrière de soldat et de député;
- Alicia Carpenter (1705? - décédée avant 1714);

Alice a également deux filles d'un précédent mariage;
- Anne Margetson (ca 1680-1693);
- Sarah Ponsonby (ca 1681 - mai 1733); marié (1) Hugh Colville, (2) le comte de Bessborough